# Kreuzheide
Kreuzheide ist ein Stadtteil von Wolfsburg in Niedersachsen.

## Lage
Der Stadtteil Kreuzheide liegt nördlich des Stadtzentrums und nordöstlich des Volkswagenwerkes. Begrenzt wird der Stadtteil nördlich durch den Nordfriedhof, östlich durch den Waldfriedhof und das südlich daran angrenzende Waldstück, südlich durch die Bundesstraße 188 und westlich durch die von Kästorf nach Brackstedt führende Kreisstraße 46.

## Beschreibung
Der Stadtteil besteht überwiegend aus Wohnbebauung, zumeist in Form von Eigenheimen. In Kreuzheide befinden sich darüber hinaus der Mühlenteich, zwei Kirchen, eine Gesamtschule, mehrere Sportanlagen (Bogenschießen, Fußball, Kegeln, Tennis sowie Schulsport), eine Kleingartenanlage und eine Windmühle.

## Geschichte

Kunstwerk Unser Leben von 1999

1961 oder 1963 wurde das Gebiet des heutigen Stadtteils Kreuzheide von Kästorf nach Wolfsburg umgemeindet. Zu dieser Zeit befand sich dort eine um 1860 aufgestellte Bockwindmühle und das benachbarte Wohnhaus des Müllers, sonst war das Gebiet nicht bebaut.
1965 wurde der Kleingärtnerverein Am Kraunsbusch gegründet und die Errichtung der Kleingartenanlage begonnen. In den 1960er Jahren wurde auch der Mühlenteich angelegt und bald darauf zur heutigen Größe erweitert. Etwa 1966 begann die Wohnbebauung im Gebiet nördlich des Mühlenteiches, Ende 1967 wurde das erste Haus bezogen. 1967 begann auch der Unterricht im neuerbauten Schulzentrum. Anfang der 1970er Jahre wurde auch das Gebiet zwischen dem Teich und der Hubertusstraße bebaut. Etwa in den 1970er Jahren wurden die Tennisplätze errichtet, später kam noch eine Tennishalle hinzu. Ab 1970 wurde in einer ehemaligen Kiesgrube im Wald nördlich von Kreuzheide eine Bogensportanlage errichtet, 1972 wurde sie in Betrieb genommen. 1971 wurde ein Lebensmittelgeschäft eröffnet, es bestand bis 2005. Im November 1971 wurde das Eintracht-Stadion als Bezirkssportanlage Nord eingeweiht, das die Heimat des Sportvereins VfR Eintracht Wolfsburg wurde. Seit dessen Konkurs spielt dort der Nachfolgeverein VfR Eintracht Nord Wolfsburg. 1972/73 wurde das Vereinsheim des Kleingärtnervereins erbaut, und 1973/74 das Vereinsheim des Sportvereins VfR Eintracht Wolfsburg sowie das Adventhaus (Freikirche der Siebenten-Tags-Adventisten). Von 1976 bis 1979 wurde das Clubhaus der Bogensportanlage erbaut, um 1980 wurde im Wald um die Bogensportanlage herum ein inzwischen nicht mehr bestehender Trimm-dich-Pfad eingerichtet. Seit 1977 nutzen Pfadfinder das Gelände der Bockwindmühle und das ehemalige Müllerhaus. Südlich der Hubertusstraße wurden im Rahmen des Sozialen Wohnungsbaus 1992/93 die mehrgeschossigen Wohnhäuser erbaut. Etwa 1993 wurde südlich der Hubertusstraße ein temporäres Asylbewerberheim errichtet, es wurde 1998 geschlossen und abgerissen. Ab 1997 wurden die Eigenheime südlich der Hubertusstraße erbaut.
2000 errichtete die Evangelische Freikirche Kreuzheide ihr Gemeindehaus. Der Fußballverein Lupo Martini Wolfsburg ist seit 2003 in Kreuzheide ansässig. Seit 2004 wurde die ehemalige Tennishalle als Fußballhalle (Soccerpark) genutzt. 2018/19 wurden im Baugebiet Rossinistraße Wohnhäuser errichtet.

## Politik
Politisch wird Kreuzheide durch den Ortsrat Nordstadt vertreten, der zusammen für die Stadtteile Alt-Wolfsburg, Kreuzheide, Teichbreite und Tiergartenbreite zuständig ist. Ortsbürgermeisterin ist Immacolata Glosemeyer (SPD).

## Kultur und Sehenswürdigkeiten

### Bauwerke

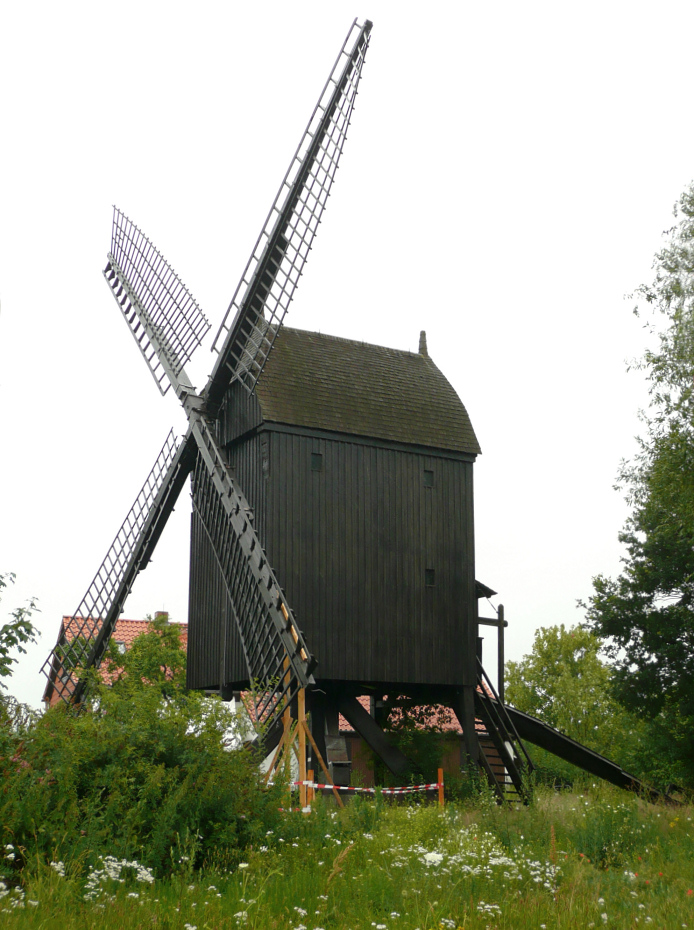
Bockwindmühle Schradersche Mühle

Bockwindmühle Schradersche Mühle, nach dem letzten Inhaber Gustav Schrader, der die Mühle 1929 erwarb, auch Mühle Schrader genannt. Ursprünglich stand die Mühle bei Schöppenstedt. 1861 wurde sie vom Müller Heinrich Köther dort abgebaut und am heutigen Standort wieder errichtet. 1969 legte Gustav Schrader die Mühle still und die Stadt Wolfsburg erwarb und restaurierte sie. Seit 1977 wird das Mühlengrundstück von Pfadfindern genutzt. Die Mühle ist heute die einzige erhaltene Windmühle im Wolfsburger Stadtgebiet und am jährlichen Deutschen Mühlentag zu besichtigen.

#### Kirchen

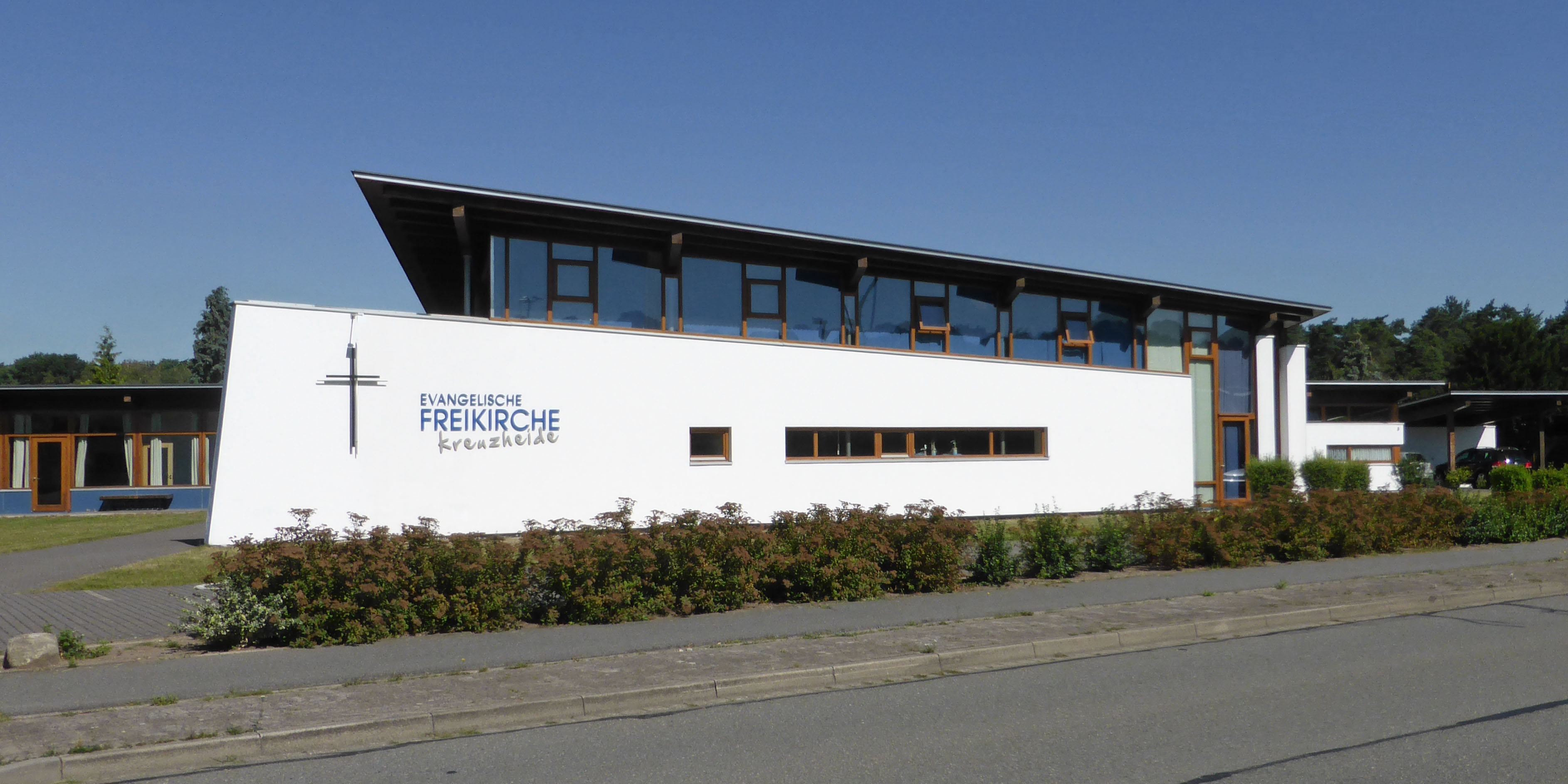
Evangelische Freikirche

- Adventhaus (Gemeindezentrum der Siebenten-Tags-Adventisten) von 1974 (Architekt: Matthias Koller)
- Evangelische Freikirche Kreuzheide von 2000

Evangelisch-lutherische und katholische Kirchen befinden sich im nahegelegenen Stadtteil Alt-Wolfsburg.

#### Kunst im Stadtbild
- Unser Leben von Rupprecht Matthies (Hamburg) – Das 1999 in Wolfsburg geschaffene Kunstwerk wurde 2000 an der Ecke Hubertusstraße/Ecke Schöneberger Straße aufgestellt.[8]

### Grünflächen und Naherholung
Die Kleingartenanlage Am Kraunsbusch, im Nordosten des Stadtteils gelegen, ist nach einer alten Flurbezeichnung benannt. Die 1965 gegründete Anlage wurde 1973 durch ein Vereinsheim bereichert.

## Bildung
- Leonardo-da-Vinci-Gesamtschule, Integrierte Gesamtschule mit deutsch-italienischem Zweig
- AWO-Kinder- und Familienzentrum Kreuzheide Am 19. Oktober 2017 erfolgte die Grundsteinlegung für das von der Stadt Wolfsburg erbaute Familienzentrum,[10] das von dem Architekturbüro Dohle + Lohse aus Braunschweig entworfen wurde.[11] Am 1. Februar 2019 begann dort der Betrieb der von der Arbeiterwohlfahrt betriebenen Kindertagesstätte,[12] am 7. Mai 2019 folgte die offizielle Eröffnung.[13]